# Mostacillastrum leptocarpum
Mostacillastrum leptocarpum är en korsblommig växtart som först beskrevs av William Jackson Hooker och George Arnott Walker Arnott, och fick sitt nu gällande namn av Al-shehbaz. Mostacillastrum leptocarpum ingår i släktet Mostacillastrum och familjen korsblommiga växter. Inga underarter finns listade i Catalogue of Life.